# Bilar på väg
Bilar på väg (engelska: Cars on the Road) är en amerikansk datoranimerad TV-serie från 2022, baserad på Bilar-filmerna. Serien är skriven av Steve Purcell och producerad av Marc Sondheimer.
Seriens alla nio avsnitt hade premiär på streamingtjänsten Disney+ den 8 september 2022.

## Handling
I serien får man följa Blixten McQueen och Bärgarn när de åker på en road trip österut från Kylarköping för att träffa Bärgarns syster.

## Rollista (i urval)
| Roll            | Engelsk röst        | Svensk röst             |
| --------------- | ------------------- | ----------------------- |
| Blixten McQueen | Owen Wilson         | Martin Stenmarck        |
| Bärgarn         | Larry the Cable Guy | Jan Modin               |
| Sally Carrera   | Bonnie Hunt         | Jennie Jahns            |
| Luigi           | Tony Shalhoub       | Ole Ornered             |
| Guido           | Guido Quaroni       | Lucas Krüger            |
| Ramone          | Cheech Marin        | Pablo Cepeda            |
| Flo             | Jenifer Lewis       | Charlotta Jonsson       |
| Fillmore        | Lloyd Sherr         | Björn Thudén            |
| Ramone          | Cheech Marin        | Pablo Cepeda            |
| Cruz Ramirez    | Cristela Alonzo     | Mikaela Ardai Jennefors |
| Ivy             | Quinta Brunson      | Ayla Kabaca             |
| Mato            | Dana Powell         | Jennie Jahns            |
| Fartdemonen     | Kathy Holly         | Ayla Kabaca             |